# Ommata hirtipes
Ommata hirtipes är en skalbaggsart som beskrevs av Zajciw, 965. Ommata hirtipes ingår i släktet Ommata och familjen långhorningar. Inga underarter finns listade i Catalogue of Life.